# Johanna Baxter
Pour les articles homonymes, voir Baxter.
Johanna Baxter est une personnalité politique britannique.

## Biographie
En 2024, elle est élue députée.
Johanna Baxter est mariée à Mark Glover, président exécutif de SEC Newgate UK.